# Noppol Pol-udom
Noppol Pol-udom (tiếng Thái: นพพล ผลอุดม, sinh ngày 22 tháng 1 năm 1985), còn được biết với tên đơn giản Tee (tiếng Thái: ตี๋) là một cầu thủ bóng đá người Thái Lan thi đấu ở vị trí tiền vệ tấn công cho câu lạc bộ Giải bóng đá Ngoại hạng Thái Lan Air Force Central.

## Sự nghiệp câu lạc bộ
Trước đó anh thi đấu cho Bangkok University F.C. ở vòng bảng Giải vô địch bóng đá các câu lạc bộ châu Á 2007.

## Danh hiệu

### Câu lạc bộ
Đại học Băng Cốc
- Giải bóng đá Ngoại hạng Thái Lan
  -  Vô địch (1): 2006